# Samoa
Le Samoa (anche Samoa Occidentali e, al tempo della colonizzazione, Samoa tedesche), ufficialmente Stato indipendente di Samoa (in samoano: Malo Sa'oloto Tuto'atasi o Sāmoa), sono uno Stato indipendente dell'Oceania della Polinesia e membro del Commonwealth delle Nazioni, composto da un gruppo di isole dell'oceano Pacifico meridionale, all'interno dell'arcipelago delle Samoa, a metà strada tra le Isole Hawaii e la Nuova Zelanda. Le isole occupano 2944 km², e contano quasi 120 000 abitanti. La capitale, che sorge sull'isola di Upolu, è Apia. Lo stato era in passato una colonia neozelandese: L'indipendenza dalla Nuova Zelanda fu dichiarata il 1º gennaio 1962

## Nome
In precedenza vennero chiamate Samoa tedesche dal 1900 al 1919 e Samoa Occidentali (Western Samoa) dal 1919 al 1997.

## Storia
I primi abitanti delle isole Samoa giunsero dal Sud-est asiatico più di 2 000 anni fa. Da qui essi si diressero poi ad est, verso la Polinesia. I primi sporadici contatti con gli europei si ebbero nel primo Settecento, per poi intensificarsi con l'arrivo di missionari e mercanti britannici negli anni trenta dell'Ottocento.
Verso la fine del secolo, l'arcipelago venne diviso fra gli Stati Uniti (a cui nel 1904 andarono le isole orientali, oggi note come Samoa americane) e l'Impero Tedesco (a cui spettarono le isole occidentali, note allora come Samoa tedesche). Con lo scoppio della prima guerra mondiale nel 1914, le Samoa occidentali passarono alla Nuova Zelanda, dalla quale si dichiararono indipendenti nel 1962 (divenendo così il primo stato insulare dell'oceano Pacifico a raggiungere l'indipendenza).
Nel luglio 1997, con un emendamento costituzionale, il nome dello stato passò da "Samoa occidentali" a "Samoa". Del resto, la denominazione "Samoa" era già utilizzata dalle Nazioni Unite sin dal 1976, anno di adesione del paese a tale organizzazione. Questa scelta provocò però le proteste delle vicine Samoa americane, i cui abitanti temono che in tal modo la loro identità di samoani venga sminuita. Proprio per questo motivo i samoani orientali continuano a chiamare i loro vicini come "samoani occidentali".
In base alla costituzione la monarchia è elettiva e il sovrano viene eletto nell'ambito di una cerchia di notabili del paese. Il re (O le Ao o le Malo) è stato fino al 2007 Malietoa Tanumafili II, in carica a vita, succeduto da Tufuga Efi, il primo regnante con un mandato a scadenza di cinque anni.
Agli inizi del Novecento, Erich Scheurmann, un artista tedesco amico di Hermann Hesse, fuggito nella Samoa per evitare la prima guerra mondiale, conobbe Tuiavi'i di Tiavea, un saggio capo indigeno, e pubblicò in Europa, a insaputa di questi, i suoi discorsi su Papalagi, l'inautentico e innaturale uomo bianco.
Nel 2011, per passare ad ovest della linea del cambiamento di data e adottare il fuso orario UTC+13, il 30 dicembre è stato saltato. In questo modo Samoa può festeggiare il Capodanno in concomitanza con i principali partner commerciali, Australia e Nuova Zelanda, potendo così mantenere una comunicazione costante data dallo stesso calendario utilizzato.
Nel 2021 il Paese attraversa una crisi istituzionale, con due primi ministri contestati, Sa'ilele Malielegaoi e Naomi Mataʻafa, a seguito delle elezioni generali svoltesi ad aprile dello stesso anno.

## Bandiera e stemma

### Bandiera
La bandiera di Samoa è rossa. Presenta un cantone di color blu sul lato del pennone con cinque stelle bianche al suo interno, che rappresentano la Croce del Sud. L'inno è Samoa tula'i dal 1962.

### Stemma

Attuale stemma dello Stato Indipendente delle Samoa

Lo stemma o il distintivo ufficiale delle Samoa è il sigillo pubblico delle Samoa, esclusi i circoli concentrici circostanti, e le parole "Il sigillo pubblico dello stato indipendente delle Samoa". Il sigillo pubblico è definito dalla legislazione come segue:

## Posizione e confini

### Posizione
Le isole Samoa formano un singolo arcipelago nell'oceano Pacifico intorno alla latitudine 13° sud e longitudine 170° ovest.

### Confini
Samoa non ha confini terrestri ma solo marittimi:
- Nord:  Tokelau ( Nuova Zelanda)
- Est:  Samoa Americane ( Stati Uniti)
- Sud:  Tonga
- Ovest:  Wallis e Futuna ( Francia)
- Nord-ovest:  Tuvalu

## Geografia

### Superficie
La superficie complessiva delle Samoa Occidentali è di 2831 km². La superficie delle acque è dello 0,3%. L'isola più grande è Savai'i.

### Clima
Il clima delle isole Samoa è tropicale con inverni quasi inesistenti e temperature tra i 20 e i 28 °C. Durante il periodo dei monsoni cadono quasi 8797 mm di pioggia. Inoltre è possibile l'arrivo di uragani sulle isole nel periodo estivo.

### Vegetazione
La vegetazione è tropicale con palme da cocco e piante e fiori tipici del luogo. La deforestazione sta analogamente distruggendo gli habitat terrestri, oltre a causare l'erosione del suolo.

### Fauna
Gran parte della fauna e della flora di Samoa è costituita da specie endemiche.
Lo sfruttamento indiscriminato delle risorse ittiche, talvolta anche con impiego di sostanze chimiche illegali, ha fortemente impoverito l'ambiente marino. Lo scarico in mare di acque inquinate, e l'afflusso di sedimenti dovuto all'erosione delle coste sta mettendo in pericolo la barriera corallina.

### Parchi
Nel 1996, il governo di Samoa ha dichiarato area naturale protetta il 3,5% della superficie del paese (l'area protetta più estesa è quella del O Le Pupu Pu'e National Park. Inoltre, il governo di Samoa ha ratificato numerosi accordi internazionali legati alla protezione dell'ambiente (su temi come biodiversità, clima, desertificazione, test nucleari, protezione dell'ozonosfera, e diritto del mare).

### Morfologia
Samoa è composta da due isole principali, Savai'i e Upolu, divise dallo stretto di Apolima, e un certo numero di isolotti minori.
Il complesso delle isole Samoa è interamente di origine vulcanica, e presenta un territorio abbastanza aspro. La quota più elevata del paese si tocca sul Mauga Silisili, un vulcano di 1858 metri di altezza sito al centro dell'isola di Savai'i. Queste isole sorgono presso la faglia indo-australiana, faglia creatasi per lo scontro della placca indiana e di quella australiana. Samoa, soggetta frequentemente a terremoti, ha subito un rovinoso sisma di magnitudo 8,2 sulla scala Richter il 29 settembre 2009. L'allarme tsunami era stato lanciato dopo che un sisma di 8 gradi era stato registrato a 18 chilometri di profondità al largo delle Samoa. L'onda anomala che si è abbattuta sulle isole ha ucciso 164 persone e almeno altre 16 sono risultate disperse.

### Idrografia
Le Samoa Occidentali non hanno né fiumi né laghi per via della superficie ridotta e della quasi totale mancanza di rilievi. Soltanto durante la stagione dei monsoni si formano torrenti per via della pioggia caduta ma essi si prosciugano velocemente in estate a causa delle temperature elevate (40-48 °C). Sono circondate dall'oceano Pacifico mentre le due isole principali (Savai'i e Upolu, l'isola della capitale Apia) sono divise dall'Apolima Strait.

## Società

### Evoluzione demografica

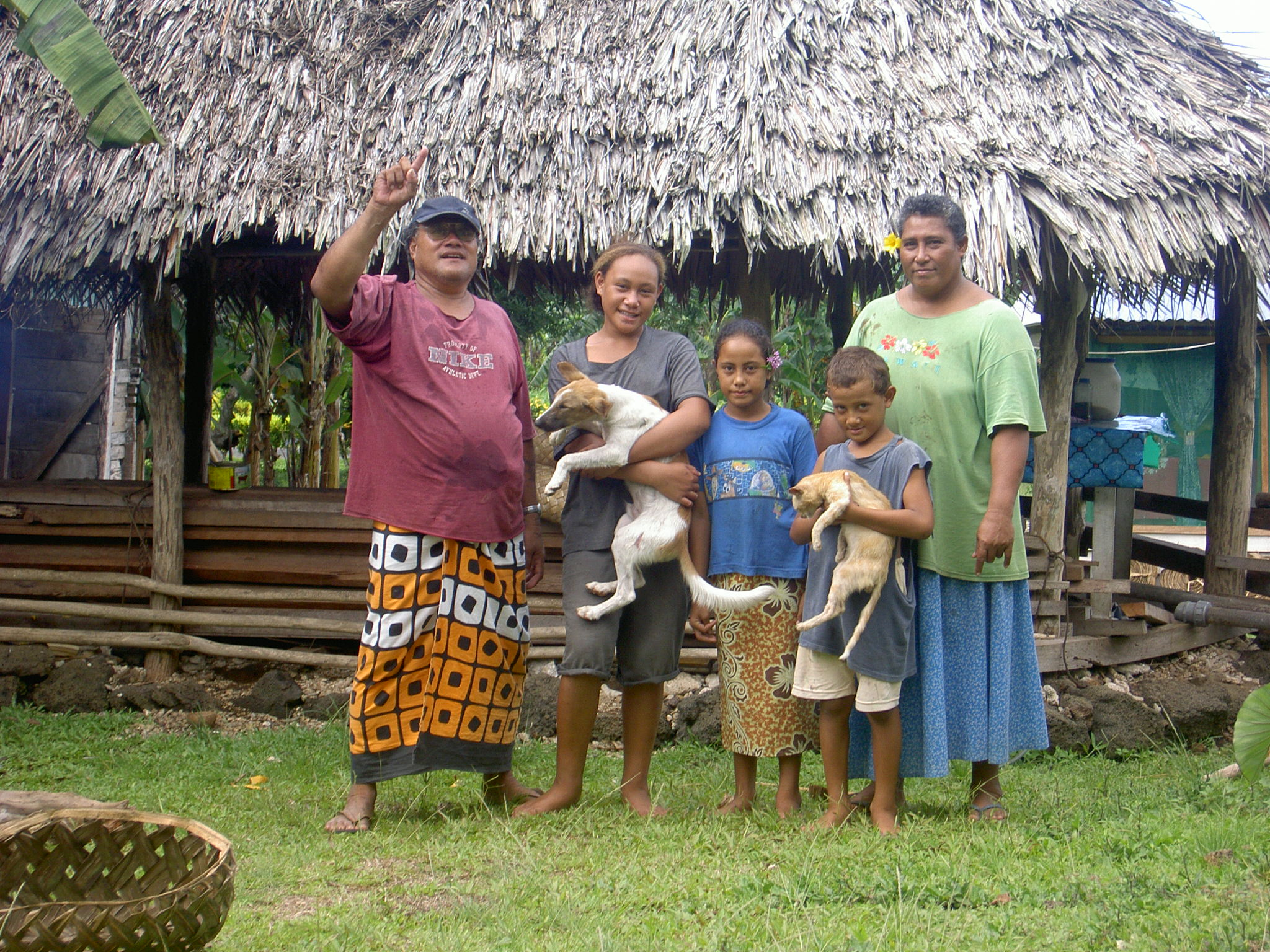
Una famiglia samoana

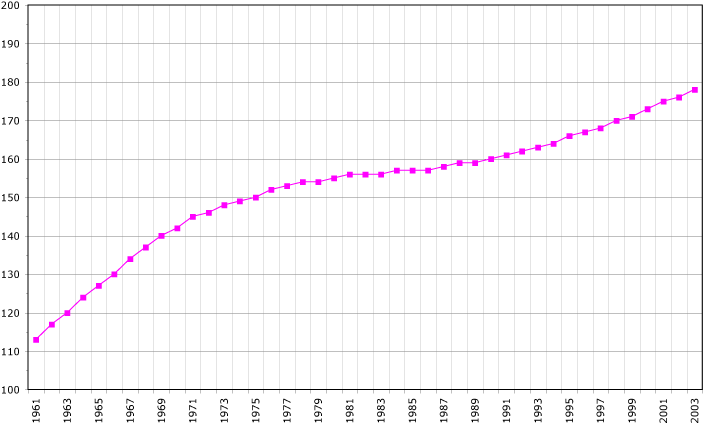
Andamento della popolazione Samoana dal 1961 al 2003

Le Samoa hanno una popolazione pari a 214 265 unità, di cui 92,6% samoani, 7% euroasiani (per lo più persone di sangue misto europeo e polinesiano) e 0,4% europei. Va segnalata una minoranza cinese (circa 30 000 persone) che, a seconda dei casi, risulta ricompresa in una delle tre categorie precedenti. Da notare che i samoani rappresentano il gruppo più numeroso tra i polinesiani, subito dopo i maori (per questi ultimi va però precisato che una grossa porzione si identifica solitamente con più di un gruppo etnico, oltre a quello maori).
Circa i tre quarti della popolazione si concentrano su Upolu, l'isola principale.
Il cristianesimo risulta essere la religione del 98% degli abitanti. Il panorama religioso appare però molto eterogeneo: secondo i dati del 2001, i congregazionalisti sono il 35,5% del totale, seguono cattolici romani (19,6%), metodisti (15%), membri della Chiesa dei Santi degli Ultimi Giorni (12,7%) e dell'Assemblea di Dio (6,6%), avventisti (3,5%), nonché altri cristiani (4%).
Vi è poi una minoranza bahá'í: lo stesso Malietoa Tanumafili II, Capo di Stato fino al 2007, professava questa fede. Le Samoa, del resto, ospitano una delle sette "case del culto" della fede baha'i, fondata nel 1984 e situata a Tiapapata, a 8 km da Apia.
Stando ai dati dello U.S. Census Bureau, le Samoa presentano uno squilibrio nel rapporto tra popolazione femminile e maschile che va a favore di quest'ultima componente. Ciò è dovuto ad una forte emigrazione femminile, che rappresenta un fenomeno alquanto singolare, dalle cause ancora sconosciute e non riscontrabile negli arcipelaghi vicini.

### Lingue e dialetti
Nel paese sono ufficiali il samoano e l'inglese.

### Religione
Circa il 97% della popolazione segue il cristianesimo, con una maggioranza delle varie confessioni protestanti.

## Politica

### Ordinamento dello Stato
Samoa è una monarchia parlamentare elettiva il cui capo di Stato (O le Ao o le Malo) è scelto dal Fono, parlamento (dove siedono i rappresentanti eletti dei capifamiglia, matai) tra una cerchia ristretta di persone. Il monarca, fino all'11 maggio 2007 (giorno della sua morte), è stato Malietoa Tanumafili II. In base alla Costituzione entrata in vigore il 1º gennaio 1962, i successivi sovrani non sono eletti a vita, ma devono essere confermati dal parlamento ogni cinque anni. Dal 21 luglio 2017 il Re è Va'aleto'a Sualauvi II.
Il primo ministro è Naomi Mataʻafa, in carica ufficialmente dal 24 maggio 2021 ma pienamente nell'esercizio dei propri poteri a partire dal 23 luglio dello stesso anno, in seguito a una crisi politica che ha visto protagonista il premier uscente Sa'ilele Malielegaoi, che guidava il paese dal 1998, il quale si rifiutava inizialmente di riconoscere la vittoria della sua ex vice a capo di Stato.
È membro delle Nazioni Unite e del Commonwealth.

### Suddivisioni amministrative
Samoa è suddiviso in undici distretti amministrativi (itūmālō):
- Tuamasaga
- A'ana
- Aiga-i-le-Tai[17]
- Atua[18]
- Va'a-o-Fonoti
- Fa'asaleleaga
- Gaga'emauga[19]
- Gaga'ifomauga
- Vaisigano
- Satupa'itea
- Palauli

### Città principali
Le città principali (tutte inferiori ai 40 000 abitanti) sono la capitale Apia, Mulifanua, Salelologa e Asau.

## Istruzione e università
Il sistema scolastico di Samoa è largamente ispirato al modello neozelandese. Il tasso di scolarità è relativamente elevato; quello di alfabetizzazione è 87,5%.
La capitale Apia è il maggiore centro commerciale e portuale del paese ed è sede di tre università.
L'Università Nazionale di Samoa è stata fondata nel 1984 .

## Economia
La moneta delle Samoa è il tālā samoano (o dollaro delle Samoa), introdotto nel 1967 al posto del dollaro neozelandese, e diviso in 100 sene. Il PIL, a parità di potere d'acquisto, è di 1 129 milioni di dollari statunitensi mentre il PIL pro capite è di 6157 $ nel 2012. L'Indice di sviluppo umano è medio (0,785).
L'agricoltura occupa due terzi della forza lavoro, al 90% per l'esportazione. Tra i prodotti esportati ci sono la crema di cocco e l'olio di cocco, la copra e il succo di noni. Prima della colonizzazione tedesca il prodotto principale era la copra, ossia la polpa essiccata del cocco, seguita dal cacao e dalle banane. Nel 1993 un altro prodotto tradizionale rendeva più della metà dell'export: il taro, che però venne decimato da un'affezione fungina, divenendo un prodotto marginale.
Le isole ospitano numerosi alberghi e villaggi turistici per accogliere le migliaia di turisti che vogliono passare le vacanze sull'isola.

## Comunicazioni

### Trasporti
La circolazione stradale è sulla sinistra, da quando il governo ha deciso di spostarla nel settembre 2009 per motivi economici; questo ha scatenato forti polemiche e creato grossi problemi, tra i quali l'impossibilità a utilizzare gli autobus pubblici (18 in tutto), inadatti alla nuova circolazione in quanto aventi porte solo sul lato destro.

## Tradizioni e cultura
La società samoana è rimasta in gran parte legata alle sue forme tradizionali, basate su un nucleo familiare allargato detto aiga, dotato di un capofamiglia detto matai.
La danza tradizionale è detta Samoan Siva (letteralmente ballo di Samoa), e viene ballata da giovinette con movimenti aggraziati, mentre le mani si muovono come per raccontare una storia. In altri balli tradizionali, come fa'ataupati (o slap dance) o le danze con il fuoco (dette Siva Afi o Fire Knife), agli uomini spettano i movimenti più concitati. Oggi le danze vengono spesso eseguite per compiacere i turisti, e riprendono elementi dalle danze tradizionali samoane arricchite da elementi di altre danze polinesiane.. Un ruolo culturale importante nelle Samoa viene rappresentato dalla musica . In ambito antropologico nella lingua samoana per papalagi s'intende l'uomo bianco.

### Gastronomia
Tra i piatti festivi ci sono alcuni preparati a base di taro come il palusami, e a base di pesce, come l'oka.

## Ricorrenza nazionale
1º giugno: Aso Tuto'atasi (Giorno dell'Indipendenza): si celebra l'indipendenza dalla Nuova Zelanda, nel 1962.

## Sport
Gli sport in cui Samoa eccelle sono il rugby e il wrestling. La nazionale di rugby samoana è stata al 7º posto nel ranking dell'IRB nel 2013 e ha partecipato a tutte le edizioni della Coppa del Mondo di rugby, salvo la prima, qualificandosi per due volte ai quarti di finale, nel 1991 e nel 1995. Sono di origine samoana diversi lottatori impegnati nelle federazioni di wrestling statunitensi come The Rock, Roman Reigns, Jimmy Uso, Jey Uso, Solo Sikoa, Rikishi, Yokozuna, Umaga e Samoa Joe. La Nazionale di calcio delle Samoa ha partecipato due volte alla Coppa d'Oceania, nel 2012 e nel 2016. La federazione nazionale è attiva dal 1968 e aderisce alla FIFA. L'unica medaglia finora vinta da Samoa ai Giochi olimpici è la medaglia d'argento nel sollevamento pesi da parte di Ele Opeloge ai Giochi olimpici di Pechino 2008.